# غرمسار
غرمسار Garmsar (بالفارسية: گرمسار) مدينة إيرانية تابعة لمحافظة سمنان شمالي إيران. تبعد بـ 82 كم جنوب شرق العاصمة طهران.

## أعلام
- جليل زندي
- أمير أرسلان مطهري